# 東奧羅拉 (紐約州村)
東奧羅拉（英語：East Aurora）是位於美國紐約州伊利縣的村。

## 人口
根據2020年美國人口普查的數據，東奧羅拉的面積為6.53平方千米，當中陸地面積為6.50平方千米，而水域面積為0.03平方千米。當地共有人口5998人，而人口密度為每平方千米919人。